# دانشکده پزشکی همدان
دانشکده پزشکی دانشگاه علوم پزشکی همدان یکی از دانشکده‌های پزشکی ایران وابسته به دانشگاه علوم پزشکی همدان در همدان است. این دانشکده در سال ۱۳۵۴ بنیانگذاری شد و دارای ۵ بیمارستان آموزشی است.

## تاریخچه
دانشکده پزشکی همدان در سال ۱۳۵۴ بنیانگذاری شد. هم‌اکنون این دانشکده ۲۴۵۰ دانشجو دارد و ریاست آن را دکتر محسن عالمی و رئیس اداره آموزش  را دکتر سید مصطفی حسینی برعهده دارد.